# Stygian Crown (Album)
Stygian Crown ist das 2020 veröffentlichte Debütalbum der gleichnamigen Epic-Doom-Band.

## Geschichte
Die von Rhett Davis mit Nelson Miranda und Jason Thomas gegründete Band spielte 2018 mit Andy Hicks ein Demo ohne Gesang ein. Bob Kassing, ein Freund von Davis zeigte diesem ein YouTube-Video von der Sängerin Melissa Pinion beim Singen des Iron-Maiden-Stück Hallowed be thy Name. Nach Absprache mit Pinion steuerte sie den Gesang für das Demo Through Divine Rite bei. Auf Anraten des ehemaligen Agalloch-Schlagzeugers Aesop Dekker kontaktierte die Band Cruz del Sur Music. Das italienische Label nahm Stygian Crown unter Vertrag und ermöglichte die Aufnahme des selbstbetitelten Debüts.
Abseits des in den Trench Studios von John Haddad aufgenommenen Schlagzeugs spielt die Band die Musik ohne externe technische oder produzierende Begleitung in dem als Studio Saurus Sound bezeichneten Heimstudio der Sängerin ein. Die technische Leitung der Aufnahmen übernahm der Gitarrist Miranda. Entsprechend sind keine exakten Aufnahmezeiträume bekannt. Für die Abmischung und das Mastering wurde der Australier Mark Kelson beauftragt.

## Albuminformationen
Am 26. Juni 2020 erschien Stygian Crown als Debüt der Band über Cruz del Sur Music mit der Katalognummer CRUZ119 als CD und LP. Als Musikdownload gab die Band das Album eigenständig über Bandcamp heraus. Eine MC-Version erschien am 30. Oktober des gleichen Jahres über Transylvanian Recordings.
Zur Veröffentlichung wurde Stygian Crown über die Website des Magazins Decibel als Stream präsentiert.

### Stil
Die Band Stygian Crown spielt auf ihrem Debüt Epic Doom mit Einflüssen aus der NWoBHM und dem Death Metal. Einflüsse werden derweil von Dio, Judas Priest und Iron Maiden ausgemacht. Als zentraler Einfluss gilt allerdings Candlemass. Davis verwies hinzukommend auf Bolt Thrower und nannte den Stil „Candlethower“. Mit „viel Melodie und dramatischem Klar-Gesang“ agiere Pinion, die in Klang und Stil nah an den Gesang des Candlemass-Sängers Messiah Marcolin kommt. Neben dem „klagenden“ Gesang erinnere das „Bass-Spiel von Jason Thomas“ und das ausrollende Riffing an Candlemass.

„Überhaupt fällt es manchmal schwer von „Nähe“ zu CANDLEMASS zu sprechen, da der Abstand im Riffing und der Songs-Struktur sich teilweise nur im Milimeter-Bereich befindet.“

### Titelliste
1. The Hall of Two Truths: 0:33
2. Devour the Dead: 6:35
3. Up From the Depths: 6:55
4. Through Divine Rite: 8:33
5. Flametongue: 8:08
6. Trampled into the Earth: 6:15
7. Two Coins for the Ferryman: 7:11

### Rezeption
Das Album wurde international breit rezipiert. Die Reaktionen der Rezensenten variierten von wenigen schlechten Urteilen, die das Album als langatmig und unausgereift kritisierten, hin zum Lob als potentielles Doom-Metal-Album des Jahres. 
Ian Morrissey resümierte für Doom-Metal.com, bei einer der schlechtesten Bewertungen, dass Produktion und Handwerk durchaus eindrucksvoll seien, die Band allerdings zu sehr um ein „Spiel auf Sicherheit“ bemüht waren und die Beschreibung als Epic Death Doom irritierend sei. Martha K. schrieb für Time for Metal, dass das Album „zu eintönig“ und die einzelnen Stücke „unnötig in die Länge gezogen“ seien. Ähnlich kritisch schloss Metal Guru für Bleeding4Metal, die Band müsse für ein gelungenes Album zukünftig den Gesang „mehr Ausdruck/Charakter/Dynamik zu verleihen“, die „Produktion definierter/sauberer/volumiöser […] gestalten“ sowie die einzelnen Titel „komprimieren/konzentrieren/kürzen“. Christian Wiederwald von Stormbringer.at sprach der Band die Möglichkeit zu, „starke Songs zu schreiben“, allerdings verliere sich Stygian Crown auf dem Debüt „viel zu oft in Längen, in zufällig eingeworfenen Songparts“ und leide unter „viel zu langen Songs und [der] zwar gute[n], aber kaum variable[n] Stimme“. Edmund Morton von The Metal Observer ging davon aus, dass Stygian Crown „nur ein wenig mehr Finesse beim Songwriting und ein geschickteres Gespür für die Leads“ nötig habe.
Auch nikarg von Metalstorm bemängelte, dass der Band ihre Fähigkeit verbessern müsse, die Songs abzuschließen. Doch „auf jeden Fall“ sei das Album gut und in Zukunft sei von dieser Band viel zu erwarten. „Für den Moment jedoch [habe] Stygian Crown alle Elemente, die man im Epic Doom sucht, und Fans dieses Stils sollten es sich auf jeden Fall anhören.“ Mit einem analogen Resümee schloss Lex J. Oven seine für Metalunderground.at verfasste Besprechung. „Als Fan der CANDLEMASS-Alben mit dem Messiah behalte [er] die Band zumindest für die Zukunft im Auge. Ganz überzeugt [sei er], trotz einiger klar vorhandener Stärken, leider nicht.“
Anders urteilte Mathias Decklar für My Revelation, Stygian Crown sei ein „[k]lasse Debüt einer Band, die sich erhaben und würdevoll vor Candlemass verneigt.“ Auch Brandon Corsair von Invisible Oranges nannte das Album einen Ausblick auf kommende Veröffentlichungen und „wirklich, wirklich verdammt gut.“
Raphael Päbst sah in dem Album, in seiner Besprechung für Powermetal.de „ein starkes Epic-Doom-Debüt einer Band, die weiß, wie man Songs schreibt, eine ausdrucksstarke Sängerin in ihren Reihen hat und im Epic Doom bereits jetzt ihre eigene Stimme gefunden hat.“ Das Album würde den Fans des Genres zusagen, wenn auch nicht auf dem Niveau von Crypt Sermon schrieb Chris Latta für Ghost Cult Mag. Den gleichen Vergleich zog ebenfalls Morton für The Metal Observer. terraasymmetry gab für Grizzly Butts „eine mäßig hohe Empfehlung und für überzeugte Fans dieses Stils eine hohe Empfehlung“ ab. Michael Haifl ging davon aus, dass Stygian Crown der Band „innerhalb der Szene unverzüglich zu großer Aufmerksamkeit verhelfen“ sollte.

„Mit tiefgestimmten Gitarren wird alles niedergewalzt und der unverwechselbare klassische Gesang von Melissa Pinion sorgt für einen hohen Wiedererkennungswert. Für alle, die auf epischen Doom mit Bolt Thrower Attitüde abfahren, ist diese Scheibe ein absoluter Pflichtkauf!“